# 萨斯喀彻温大学
萨斯喀彻温大学（英語：University of Saskatchewan），簡稱萨省大学，是一所位於加拿大萨斯喀彻温省薩克屯的綜合性大學，是該省境內最大的高等教育机构。

## 历史

### 始建
该大学建于1907年4月3日，位于萨省境内南萨斯喀彻温河河畔。1910年7月29日，当时加拿大总理Wilfrid Laurier在萨省大学举行的奠基仪式。该校最初所有的建筑均采用当地的灰石建造，近百年来这些风格独特的灰石依然而然已经成为了其主校区的标志建筑。当本地灰石开采将尽时，学校转而采用了廷德尔石（Tyndall stone），其命名来自于盛产该石的位于曼尼托巴省（Manitoba）的廷德尔（Tyndall）。在新校区的第一座建筑The College Building于1913年建成开放，并于2009年時被宣布列为加拿大历史遗址之一。

### 学院
根据1909年学校最初的计划，成立了以下学院：
- 文理学院（1909年）
- 农业学院（1912年）
- 工程学院（1912年）
- 法学院（1913年）
- 药剂学院（1914年）
- 商学院（1917年）
- 医学院（1926年）
- 教育学院（1927年）
- 家政学院（1928年）
- 護理学院（1938年）
- 研究生学院（1946年）
- 物理学院（1958年）
- 兽医学院（1964年）
- 牙科学院（1965年）
- 理疗学院（1976年）

原屬萨斯喀彻温大學一部份的里贾那学院（Regina College）于1934年成为萨斯喀彻温大学的一部分，并于1974年独立成为萨斯喀彻温省的第二个大学──里贾纳大学（University of Regina），該單位也在升格為大學的同时，获得颁发学士学位资格。

### 近期发展
1990年代末期萨斯喀彻温大學推行了一项重大的复兴计划，其中包括拓建医学院和兽医学院，新建一个停车楼，重新铺建校内公路。除此之外也翻新其目前所使用的化学和计算机科学大楼（Thorvaldson Building），还有药剂学和营养学大楼。

### 持有土地
直到1980年代末，从原来的核心校区延伸开外萨大已经拥有了萨斯卡通市的东北方的大部分土地。其中大部分土地用于农业和畜牧业另外一些作为学校未来发展用地。

## 杰出研究
这些年来，大部分获得杰出成就的研究成果均来自于該校的物理系。加拿大第一个电子感应加速器就在1948年于该校落成，三年后，萨省大学又製作出世界上首台非商用的钴60治疗机。继此成就之后，薩省大學又在1964年建造了萨斯喀彻温加速器实验室（Saskatchewan Accelerator Laboratory）的一部分──核子直线加速器（nuclear linear accelerator），从而把萨大的物理科学家们推向了加拿大研究核子物理的最前端。多年来同世界各国物理界的学术交流使得薩省大學拥有大量的相關宝贵经验，致使該校被定位加拿大国家同步辐射光源研究基地（Canadian Light Source）建址所在。基地于2004年10月22日正式建成启用。

## 相关链接
- 官方网站
- University of Saskatchewan Archives  （页面存档备份，存于）
- The Sheaf - 薩省大學學生報 （页面存档备份，存于）